# زنغيبان (مقاطعة دورة)
زنغيبان (بالفارسية: زنگی‌بان) هي قرية تقع في قسم كشكان الريفي (مقاطعة دورة) في إيران. يقدر عدد سكانها بـ 132 نسمة بحسب إحصاء 2016.